# چرنیانکا (استان بلگورود)
چرنیانکا (انگلیسی: Chernyanka, Belgorod Oblast) یک شهرک در بخش چرمنیانسکی استان بلگورود کشور روسیه است.